# Соломон Бърк
Соломон Бърк (на английски: Solomon Burke) е американски соул певец, автор на песни и петдесетнически духовник.
Роден е на 21 март 1940 година във Филаделфия. Започва музикалната си кариера в средата на 50-те години, а през 60-те години е една от водещите фигури в соул музиката, с популярни песни, като „Got to Get You Off My Mind“ и „Everybody Needs Somebody to Love“.
Соломон Бърк умира на 10 октомври 2010 година в Харлемермер, Нидерландия.